# Nazo Dharejo
Nazo Dharejo est une activiste féministe pakistanaise, connue pour son militantisme contre les lois patriarcales notamment sur l’inégalité entre les hommes et les femmes dans l'accès à l'héritage dont la vie a été adapté dans le film sorti en 2017, My Pure Land. Ce film relate un épisode marquant de sa vie, lorsqu'une nuit en 2005, entourée de sa famille et armée d'une kalachnikov, elle défend contre 200 hommes les terres agricoles de son père décédé, dont elle est menacée d'expulsion, car la loi islamique ne lui permettait pas d'en hériter. 

## Biographie
Nazo Dharejo est née en 1977 dans la ville pakistanaise de Kazi Ahmed dans la région de Sindh.
Son père étant polygame (quatre épouses), les membres de la famille élargie étaient souvent en désaccord les uns avec les autres et les combats pour la terre étaient courants. Son père ne traitait pas ses nombreuses épouses et enfants de la même manière et qu'il en favorisait certains par rapport à d'autres. Des querelles famille avaient déjà fait plusieurs victimes, dont l'unique frère de Nazo, tué en 1992. Ainsi, après le décès de ce dernier, la famille de Nazo n'avait plus d'hériter mâle alors que son grand-père, également polygame, avait plusieurs descendant mâles qui se considéraient comme héritiers de cette propriété, alors que son père meurt la même année. 
Mais sa famille avait défié les normes culturelles pakistanaises rurales de l'époque pour éduquer leurs filles et leur apprendre qu'elles étaient aussi bonnes que des garçons, et les sœurs étaient prêtes à se battre pour le prouver. Nazo Dharejo qui milite pour l'éducation des filles et lutte contre l’illettrisme au Pakistan, convainc son père se scolariser ses jeunes sœurs, et apprend l'anglais à l'âge adulte en passant par correspondance une licence d'économie à l'Université du Sindh. Elle-même mère de quatre enfants, Nazo Dharejo a offert à ses filles la possibilité d'accéder une éducation, et les encourage à vivre en tant que citoyennes égales de la société.
En 2005, 13 ans après la mort de son père, les querelles connaissent pour l'héritage de sa propriété connaissent leur apogée lorsque lors d'une nuit d'été, la propriété terrienne est prise d’assaut par près de 200 villageois qui cherchent à chasser Nazo Dharejo, son mari et ses enfants, Avec sa famille armée de kalachnikovs, elle organise la défense en se plaçant sur le toit avec son mari, ses quatre filles, quelques amis et voisins fidèles, faisant feu sur ceux qui cherchent à s'y introduire. Le personnel de maison, lui, courait de pièce en pièce pour apporter des munitions aux assiégées, jusqu'à dispersion des assaillants, au lever du jour.
Les années suivantes, les villageois n'ayant pas réussi à la chasser, une bataille juridique s'engage, se concluant par une condamnation à ses ennemis de lui verser une compensation de près de 5 000 $ et présenter des excuses publiques. Nazo y a gagné le surnom de « Waderi », une féminisation du titre honorifique « Wadera », seulement dévolu aux hommes.

## FilmMy Pure Land
En 2013, l'histoire de Nazo Dharejo attire l'attention d'un cinéaste pakistanais d'origine britannique, Sarmad Masud. Le tournage effectué près de Lahore au Pakistan a été perturbé plusieurs fois par des conservateurs mécontents que la vie de Nazo Dharejo soit ainsi médiatisée et mise à l'honneur, le réalisateur se faisant même tirer dessus.
Le film ne comporte qu'un faible nombre de scènes d'action. Il se penche davantage sur l'amour d'un père pour ses filles, dans un pays où la place des femmes est sans cesse questionnée. Après la sortie du film en novembre 2017, Nazo « très contente » ajoutant, « C'est un honneur pour moi. ». Lors de la sortie du film en France en mai 2018, le journal Le Monde en fait l'éloge en soulignant « son énergie et son originalité ».